# Coupe de Belgique de hockey sur gazon
La Coupe de Belgique de hockey sur gazon, également appelée Athlon Car Lease Hockey Cup. Depuis la saison 2006-2007, la Coupe de Belgique ne donnera plus accès à la participation à la Coupe d'Europe. Le vainqueur du championnat régulier (à l'issue des 22 rencontres) ainsi que le vainqueur des playoffs participeront à l'European Hockey League (EHL) dont la première édition a eu lieu en 2007.
L'équipe 2 du R. Herakles H.C. a reconduit son titre en décrochant la Coupe de Belgique de hockey sur gazon pour la seconde année consécutive après sa victoire face au R.S.H.C. Amicale Anderlecht avec un  score de 5-4 (l'équipe du R. Herakles H.C. possédant avant le match une avance d'un but étant donné qu'elle évolue dans la division inférieure à celle où joue l'équipe du R.S.H.C. Amicale Anderlecht)  , le 23 mai 2010 sur le terrain principal du R. Beerschot T.H.C..

Nouveau sponsor de la Fédération depuis 2006, Athlon Car soutient la Coupe de Belgique. Le partenaire de l'ARBH a voulu récompenser le meilleur acteur de chaque finale par un prix de 250€.
MVP Finale Athlon Car Lease Cup 2009-2010 :
- Messieurs : Antoine Gérard (R. Herakles H.C.)
- Dames : Olivia Bouche (R. Antwerp H.C.)

MVP Finale Athlon Car Lease Cup 2008-2009 :
- Messieurs : Cédric Sermeus (R. Herakles H.C.)
- Dames : Emilie Sinia (R. Uccle Sport)

## Palmarès
| Année     | Messieurs                  | Dames                            |
| --------- | -------------------------- | -------------------------------- |
| 1923-1924 | R. Léopold                 | R. Racing Club Bruxelles         |
| 1924-1925 | R. Beerschot               | R. Racing Club Bruxelles         |
| 1925-1926 | R. Beerschot               | R. Léopold                       |
| 1926-1927 | R. Beerschot               | R. Racing Club Bruxelles         |
| 1927-1928 | R. Racing Club Bruxelles   | R. La Rasante                    |
| 1928-1929 | R. La Rasante              |                                  |
| 1929-1930 | R. La Rasante              | Rood Wit (Haarlem)               |
| 1930-1931 | R. La Rasante              |                                  |
| 1931-1932 | R. Racing Club Bruxelles   | R. Racing Club Bruxelles         |
| 1932-1933 | R. Racing Club Bruxelles   |                                  |
| 1933-1934 | R. Racing Club Bruxelles   |                                  |
| 1934-1935 | R. Léopold                 |                                  |
| 1935-1936 | Pas eu lieu                |                                  |
| 1937-1938 | R. Racing Club Bruxelles   | R. La Rasante                    |
| 1938-1939 | R. Racing Club Bruxelles   |                                  |
| 1939-1940 | Pas eu lieu                |                                  |
| 1940-1941 | R. Racing Club Bruxelles   |                                  |
| 1941-1942 | R. Victory H.C.            |                                  |
| 1942-1943 | R. Daring                  |                                  |
| 1943-1944 | Pas eu lieu                |                                  |
| 1944-1945 | R. Léopold                 |                                  |
| 1945-1946 | R. Victory H.C.            |                                  |
| 1946-1947 | Pas eu lieu                |                                  |
| 1947-1948 | R. La Rasante              | R. Racing Club Bruxelles         |
| 1948-1949 | R. Daring                  | R. Antwerp H.C.                  |
| 1949-1950 | R. Daring                  | R. Racing Club Bruxelles         |
| 1950-1951 | R. Léopold                 | R. Antwerp H.C.                  |
| 1951-1952 | R. Daring                  | R. Antwerp H.C.                  |
| 1952-1953 | R. La Rasante              | R. Antwerp H.C.                  |
| 1953-1954 | R. Daring                  | Pas eu lieu                      |
| 1954-1955 | R. Daring                  | Pas eu lieu                      |
| 1955-1956 | R. La Rasante              | R. Antwerp H.C.                  |
| 1956-1957 | R. Racing Club Bruxelles   | R. Antwerp H.C. - R.Victory H.C. |
| 1957-1958 | R. Uccle Sport             | R.Antwerp H.C.                   |
| 1958-1959 | R. Herakles H.C.           | R. Racing Club Bruxelles         |
| 1959-1960 | R. Racing Club Bruxelles   | R. Antwerp H.C.                  |
| 1960-1961 | R. Uccle Sport             | Pas eu lieu                      |
| 1961-1962 | R. Racing Club Bruxelles   | R. La Rasante                    |
| 1962-1963 | R. Daring                  | R. Uccle Sport                   |
| 1963-1964 | Parc H.C.                  | R. Racing Club Bruxelles         |
| 1964-1965 | R. Berchem                 | Pas eu lieu                      |
| 1965-1966 | R. Racing Club Bruxelles   | Pas eu lieu                      |
| 1966-1967 | RSC Anderlechtois          | Pas eu lieu                      |
| 1967-1968 | R. Léopold                 | Pas eu lieu                      |
| 1968-1969 | THC Hutois                 | Pas eu lieu                      |
| 1969-1970 | R. Racing Club Bruxelles   | Pas eu lieu                      |
| 1970-1971 | R. La Rasante              | Pas eu lieu                      |
| 1971-1972 | R. Uccle Sport             | R. Uccle Sport                   |
| 1972-1973 | Relais H.C                 | R. Uccle Sport                   |
| 1973-1974 | R. Uccle Sport             | R. Uccle Sport                   |
| 1974-1975 | R. Léopold                 | R. Uccle Sport                   |
| 1975-1976 | R. Léopold                 | R. Racing Club Bruxelles         |
| 1976-1977 | R. Léopold                 | R. Racing Club Bruxelles         |
| 1977-1978 | R. La Rasante              | R. La Rasante                    |
| 1978-1979 | R. Orée T.H.B              | R. Racing Club Bruxelles         |
| 1979-1980 | R. Uccle Sport             | R. Uccle Sport                   |
| 1980-1981 | R. Uccle Sport             | R. Uccle Sport                   |
| 1981-1982 | R. Léopold                 | R. Uccle Sport                   |
| 1982-1983 | Standard                   | R. Uccle Sport                   |
| 1983-1984 | R. Uccle Sport             | R. Uccle Sport                   |
| 1984-1985 | R. Beerschot               | R. Uccle Sport                   |
| 1985-1986 | R. Uccle Sport             | R. La Rasante                    |
| 1986-1987 | R. Uccle Sport             | R. Racing Club Bruxelles         |
| 1987-1988 | R. Léopold                 | R. Uccle Sport                   |
| 1988-1989 | R. La Rasante              | R. La Rasante                    |
| 1989-1990 | R. La Rasante              | R. La Rasante                    |
| 1990-1991 | R. La Rasante              | K.H.C. Leuven                    |
| 1991-1992 | R. Baudouin                | R. Léopold                       |
| 1992-1993 | K. Dragons HC              | R. La Rasante                    |
| 1993-1994 | R. Baudouin                | K. Dragons HC                    |
| 1994-1995 | R. Baudouin                | R. La Rasante                    |
| 1995-1996 | K.H.C. Leuven              | R. La Rasante                    |
| 1996-1997 | R. Orée T.H.B              | R. La Rasante                    |
| 1997-1998 | R. Orée T.H.B              | R. Léopold                       |
| 1998-1999 | K.H.C. Leuven              | R. Uccle Sport                   |
| 1999-2000 | R. White Star H.C.         | R. Léopold                       |
| 2000-2001 | R. White Star H.C.         | R. Léopold                       |
| 2001-2002 | K. Dragons HC              | Parc H.C.                        |
| 2002-2003 | R. Léopold                 | R. La Rasante                    |
| 2003-2004 | Waterloo Ducks H.C.        | R. Victory H.C.                  |
| 2004-2005 | K. Dragons HC              | R. Wellington T.H.C.             |
| 2005-2006 | R. Beerschot               |                                  |
| 2006-2007 | R. Uccle Sport             | R. Uccle Sport                   |
| 2007-2008 | R. Uccle Sport             | R. Uccle Sport                   |
| 2008-2009 | R. Herakles H.C.           | R. Uccle Sport                   |
| 2009-2010 | R. Herakles H.C.           | R. Antwerp H.C.                  |
| 2010-2011 | R. Pingouin H.C. Nivellois | R. Antwerp H.C.                  |
| 2011-2012 | R. Pingouin H.C. Nivellois | R. Antwerp H.C.                  |
| 2013-2014 | Wolvendael H.C.            | Polo d'Argenteuil H.C.           |

## Palmarès Homme après 2024
| Année     | Vainqueur | Finaliste   | Score     |
| --------- | --------- | ----------- | --------- |
| 2024-2025 | Orée      | La Gantoise | 3-3 (4-3) |
| 2025-2026 |           |             |           |

## Palmarès Femme après 2024
| Saison    | Vainqueur   | Finaliste | Score |
| --------- | ----------- | --------- | ----- |
| 2024-2025 | La Gantoise | Léopold   | 3 - 2 |
| 2025-2026 |             |           |       |

## Tableau d'Honneur

### Messieurs
| Rang | Club                       | Nombre de titres | Dernier titre |
| ---- | -------------------------- | ---------------- | ------------- |
| 1    | Racing                     | 12               | 1969-1970     |
| 2    | R. La Rasante              | 11               | 1990-1991     |
| -    | R. Léopold                 | 11               | 2002-2003     |
| -    | R. Uccle Sport             | 11               | 2007-2008     |
| 5    | R. Daring                  | 7                | 1962-1963     |
| 6    | R. Beerschot               | 5                | 2005-2006     |
| 7    | Orée                       | 4                | 2024-2025     |
| 8    | K. Dragons HC              | 3                | 2004-2005     |
| -    | R. Baudouin                | 3                | 1994-1995     |
| -    | R. Herakles H.C.           | 3                | 2009-2010     |
| 11   | K.H.C. Leuven              | 2                | 1998-1999     |
| -    | R. Victory H.C.            | 2                | 1945-1946     |
| -    | R. White Star H.C.         | 2                | 2000-2001     |
| -    | R. Pingouin H.C. Nivellois | 2                | 2011-2012     |
| 15   | Parc H.C.                  | 1                | 1963-1964     |
| -    | R. Berchem                 | 1                | 1964-1965     |
| -    | Relais H.C.                | 1                | 1972-1973     |
| -    | RSC Anderlechtois          | 1                | 1966-1967     |
| -    | Standard                   | 1                | 1982-1983     |
| -    | THC Hutois                 | 1                | 1968-1969     |
| -    | Waterloo Ducks H.C.        | 1                | 2003-2004     |
| -    | Wolvendael H.C.            | 1                | 2013-2014     |

### Dames
| Rang | Club                             | Nombre de titres | Dernier titre |
| ---- | -------------------------------- | ---------------- | ------------- |
| 1    | R. Uccle Sport                   | 16               | 2008-2009     |
| 2    | R. Racing Club Bruxelles         | 12               | 1986-1987     |
| -    | R. La Rasante                    | 12               | 2002-2003     |
| 4    | R. Antwerp H.C.                  | 10               | 2011-2012     |
| 5    | R. Léopold                       | 5                | 2000-2001     |
| -    | K. Dragons HC                    | 2                | 1993-1994     |
| -    | Parc H.C.                        | 1                | 2001-2002     |
| 8    | K.H.C. Leuven                    | 1                | 1990-1991     |
| -    | R. Antwerp H.C. - R.Victory H.C. | 1                | 1956-1957     |
| -    | R. Victory H.C.                  | 1                | 2003-2004     |
| -    | R. Wellington T.H.C.             | 1                | 2004-2005     |
| -    | Rood Wit (Haarlem)               | 1                | 1929-1930     |